# Samsung Galaxy J6
Samsung Galaxy J6 – smartfon przedsiębiorstwa telekomunikacyjnego Samsung Electronics z serii Galaxy J. Telefon został zaprezentowany 22 maja 2018 roku. Na niektórych rynkach np. w Indiach możemy go spotkać pod nazwą Galaxy On6. Jest następcą Galaxy J5 (2017).
Cena telefonu w dniu wejścia do sprzedaży została ustalona na 1149 zł co uznano za cenę absurdalną i zmniejszono ją do 999 zł za wariant 3/32 GB.

## Wygląd zewnętrzny oraz wykonanie[3]
Ekran wykonany jest ze szkła Corning Gorilla Glass 3. Tylny panel oraz rama telefonu zostały wykonane z plastiku.
Na tylnej obudowie umieszczona jest latarka
Na dole urządzenia znajduje się microUSB 2.0, mikrofon oraz gniazdo słuchawkowe (jack 3,5 mm). Po lewej stronie znajduje się przycisk do regulacji głośności oraz tacki na karty, natomiast na prawej stronie głośnik oraz przycisk zasilania.
Smartfon jest sprzedawany w 5 kolorach: czarnym, niebieskim, fioletowy, lawendowym i złotym.

## Specyfikacja techniczna[4][5]

### Wyświetlacz i kamera
Telefon wyposażony jest w wyświetlacz 5,6-calowy Super AMOLED HD+ (1480 × 720 px, 294 ppi) o proporcjach 18,5:9

### Aparat
Samsung Galaxy J6 posiada aparat główny o rozdzielczości 13 MP 28mm z przysłoną f/1.9, dodatkowe informacje: AF, możliwość doświetlenia diodą LED. Funkcje: HDR, panorama
Z przodu telefonu umieszczony jest przedni aparat o rozdzielczości 8 MP z przysłoną f/1.9, dodatkowe informacje: możliwość doświetlenia diodą LED.
Tylna kamera może nagrywać wideo do 1080p przy 30 fps, natomiast przedni do 1080p przy 30 fps.

### Pamięć
Telefon jest wyposażony w 3 GB lub 4 GB pamięci RAM (zależnie od wersji) oraz 32 GB lub 64 GB pamięci wewnętrznej, którą można rozszerzyć za pomocą karty microSD o pojemności do 256 GB.

### Bateria
J6 posiada baterię litowo-polimerową z pojemnością 3000 mAh.

### Oprogramowanie
Galaxy J6 jest wyposażony w Android 8.0 „Oreo” z Samsung Experience 9.0 z możliwością aktualizacji do Androida 10 z One UI 2.0. Telefony mają również Samsung Knox, który zwiększa bezpieczeństwo systemu i urządzenia. Aktualne poprawki zabezpieczeń dla telefonu zostały wydane 4 kwietnia 2022 roku i są datowane na 1 lutego 2022.

### Procesor
Samsung Exynos 7870 z zegarem procesora 1,6 GHz (8x1.6 GHz Cortex-A53). Jest on w 14nm procesie litograficznym. Procesor posiada 8 rdzeni oraz układ graficzny Mali-T830 MP1 @700 MHz

### Inne informacje
J6 posiada czytnik linii papilarnych umieszczony z tyłu obudowy oraz funkcję rozpoznawania twarzy. Można umieścić w nim dwie karty SIM, w ramach „dual SIM”. Telefon posiada akcelerometr, czujnik światła, czujnik zbliżeniowy, efekt Halla oraz czujnik grawitacyjny.